# Daniela Tarazona
Daniela Tarazona (geb. 1975 in Mexiko-Stadt) ist eine mexikanische Schriftstellerin, Essayistin und Herausgeberin. Für ihren Roman Isla partida erhielt sie 2022 den Premio Sor Juana Inés de la Cruz.

## Leben
Tarazona studierte Literaturwissenschaft und war Stipendiatin des mexikanischen Förderprogramms Jóvenes Creadores. Später wurde sie Mitglied des mexikanischen Sistema Nacional de Creadores des Fondo Nacional para la Cultura y las Artes. Im Jahr 2025 hielt sie die Eröffnungsvorlesung eines literaturwissenschaftlichen Diplomkurses der Universidad Nacional Autónoma de México, in der sie über das Schreiben als Flucht aus der Wirklichkeit und als Möglichkeit zum Überdenken des eigenen Verhältnisse zur Welt reflektierte. Tarazona lebt zeitweise in Spanien, wo sie sich der literarischen Arbeit widmet und unter anderem an Romanen schreibt.

## Wirken
Tarazonas Debütroman El animal sobre la piedra erschien 2008 beim mexikanischen Verlag Almadía und 2011 in Argentinien bei Entropía. Das Werk erzählt von einer Frau, die nach dem Tod eines nahestehenden Menschen an die Küste reist und dort eine zunehmende Angst vor offenen Räumen und Vögeln entwickelt. Begleitet von Träumen und Wahrnehmungsveränderungen erfährt sie eine körperliche Transformation, die auf eine mögliche Mutation oder den Beginn des Wahnsinns hindeutet.
Im Jahr 2012 veröffentlichte sie ihren zweiten Roman El beso de la liebre, der 2013 auf der Shortlist des Premio Las Américas stand. Die Protagonistin, Hipólita Thompson, ist eine unsterbliche, fehlerhafte Superheldin mit Kräften wie Telekinese, Hypergeschwindigkeit und Transmutation. Der Roman persifliert das Motiv weiblicher Opferrollen und thematisiert deren ironische Umkehrung durch eine Figur, die trotz übernatürlicher Fähigkeiten nach Menschlichkeit und Sterblichkeit strebt.
2020 erschien Clarice Lispector. La mirada en el jardín, eine literarische Biografie, die Tarazona gemeinsam mit der Illustratorin Nuria Mel veröffentlichte. Das Buch widmet sich dem Werk und der Wahrnehmung der brasilianischen Autorin Clarice Lispector und betrachtet die Entwicklung ihrer literarischen Sprache und inneren Welt.
Mit dem 2021 erschienenen Roman Isla partida gelang Tarazona der internationale Durchbruch. Das Werk wurde 2022 mit dem Premio Sor Juana Inés de la Cruz der Internationalen Buchmesse von Guadalajara ausgezeichnet. Der Roman beschreibt die Geschichte einer Frau, die sich vervielfacht, aufspaltet und nach sich selbst sucht. Die Jury lobte den poetischen und tiefgründigen Stil sowie die Auseinandersetzung mit dem Verhältnis von Vernunft und Wahnsinn. Tarazona selbst beschrieb das Schreiben des Romans als eine persönliche und künstlerische Herausforderung und sprach in ihrer Dankesrede von der Notwendigkeit zur Gegenwehr gegen eine digitale Welt, die Gefühle kommerzialisiert und das individuelle Denken bedroht.
Tarazonas Werke wurden ins mehrere Sprachen übersetzt. 2011 wurde sie von der Internationalen Buchmesse in Guadalajara als eine der „25 literarischen Geheimtipps Lateinamerikas“ ausgezeichnet. Ihre Literatur ist von einer fragmentarischen Ästhetik geprägt, die Identität als dynamischen, unvollständigen Prozess begreift.